# Fernando de Mello Mendes
Fernando de Mello Mendes (1925 – 31 de Dezembro de 2019) foi um engenheiro de minas, bibliófilo e coleccionador de arte português.
Formou-se em engenharia de minas no Instituto Superior Técnico em 1948, e começou a trabalhar na Mina da Panasqueira. Em 1961, tornou-se professor catedrático de Exploração de Minas no IST, apresentando a tese intitulada "Comportamento mecânico de rochas xistosas: contribuição para o estudo da influência da pressão do terreno na exploração do campo filoniano de Panasqueira". Em 1967-68, leccionou o primeiro curso português sobre mecânica das rochas e, entre 1969 e 1972, foi director dos Cursos de Engenharia da Universidade de Luanda. Regressou ao IST, de onde só se viria a jubilar em 1995.
Entre 1961 e 1985, foi ainda consultor do Laboratório Nacional de Engenharia Civil, onde esteve envolvido em diversos estudos para fundações de barragens, bem como do túnel do sistema adutor Sado-Morgavel, o primeiro no país a ser escavado com tuneladora. 
Em 1987, recebeu o Prémio de Investigação Manuel Rocha do Laboratório Nacional de Engenharia Civil.
Foi um dos primeiros sócios portugueses da Sociedade Internacional de Mecânica das Rochas, tendo feito parte da comissão organizadora do 1.º Congresso da Sociedade, em Lisboa, 1966. De 1966 a 1968, foi o primeiro Secretário-Geral da Sociedade.
Enquanto coleccionador de arte, reuniu, ao longo de quase 50 anos, uma invulgar e importante colecção de arte sacra e outros artefactos relacionados com a veneração a Santa Bárbara, padroeira dos mineiros; datadas de entre o século XVI até à actualidade, 160 das peças mais emblemáticas desta colecção constituem, desde 2022, a exposição permanente "Santa Bárbara, Padroeira de Mineiros e de Outras Artes", patente numa galeria subterrânea a 230 metros de profundidade da Mina de Sal-gema de Loulé.
A sua biblioteca de livros antigos e raros foi leiloada após a sua morte, em 2021–2022, pela Palácio do Correio Velho.